# Караїчевський
Караїчевський (рос. Караичевский) — хутір у Нехаєвському районі Волгоградської області Російської Федерації.
Населення становить 35 осіб. Входить до складу муніципального утворення Нижнєдолговське сільське поселення.

## Історія
Хутір розташований у межах українського історичного та культурного регіону Жовтий Клин.
Згідно із законом від 14 лютого 2005 року № 1006-ОД органом місцевого самоврядування є Нижнєдолговське сільське поселення.

## Населення
| 2010 |
| ---- |
| 35   |